# مارتن ديكسون
مارتن ديكسون (بالإنجليزية: Martin Dixon)‏ هو سياسي أسترالي، ولد في 29 سبتمبر 1955. حزبياً، نشط في حزب أستراليا الليبرالي (الفرع الفيكتوري) ‏. وقد انتخب عضو الجمعية التشريعية فيكتوريا عن دائرة Electoral district of Nepean ‏ (30 نوفمبر 2002 – 24 نوفمبر 2018) وانتخب عضو الجمعية التشريعية فيكتوريا عن دائرة Electoral district of Dromana ‏ (30 مارس 1996 – 30 نوفمبر 2002).